# Axiom Verge
Axiom Verge är ett indiespel utvecklat av Thomas Happ Games. Spelet släpptes i mars 2015 till Playstation 4, och maj 2015 till Microsoft Windows, OS X och Linux. En Playstation Vita-version släpptes i april 2016 och Xbox One- och Wii U-versioner släpptes i september 2016. En version till Nintendo Switch släpptes i oktober 2017.
En uppföljare med titeln Axiom Verge 2 släpptes den 11 augusti 2021 för Nintendo Switch, PlayStation 4 och Windows. Spelet släpptes senare på Steam och PlayStation 5 i augusti 2022.